# La Isleta del Moro
La Isleta del Moro Arráez (localment coneguda com La Isleta del Moro o La Isleta) és una petita localitat del parc natural Cap de Gata-Níjar a la Província d'Almeria (Andalusia, Espanya), pertanyent al municipi de Níjar.
La localitat té 171 habitants i es troba a 40 km d'Almeria per la AL-3115.
Als voltants de la Isleta del Moro hi ha llocs de gran bellesa i valor com les platges naturals, les calderes volcàniques de la serra del Cap de Gata i la illeta o illot a la qual fa al·lusió el nom del poble.

## Cinema i sèries
En aquesta barriada i als seus voltants s'han rodat escenes de pel·lícules com "El pájaro de la felicidad" i "Un día sin fin", així com el curtmetratge "Sea-Mail" de Víctor Erice.
Va ser també escenari de diversos episodis de la sèrie de Atresmedia "Veneno", al 2020, que explica la vida de la almerienca Cristina Ortiz (artísticament coneguda com La Veneno).
Recentment, un dels films amb major rellevància internacional que ha fet servir el lloc com a part del seu decorat ha estat Terminator: Dark Fate, cap a maig de 2018.

## Economia
La seva principal font d'ingressos és el turisme i la restauració. Aquest lloc és conegut per albergar les cales i paisatges citats anteriorment, a més de zones hoteleres, escoles de busseig i rutes de senderisme.
Completa la seva economia, encara que avui dia de forma només marginal, la pesca.

## Mirador de l'Ametista
En direcció nord d'aquesta localitat, cap a Rodalquilar, es troba el mirador de l'Ametista, en un alt penya-segat.

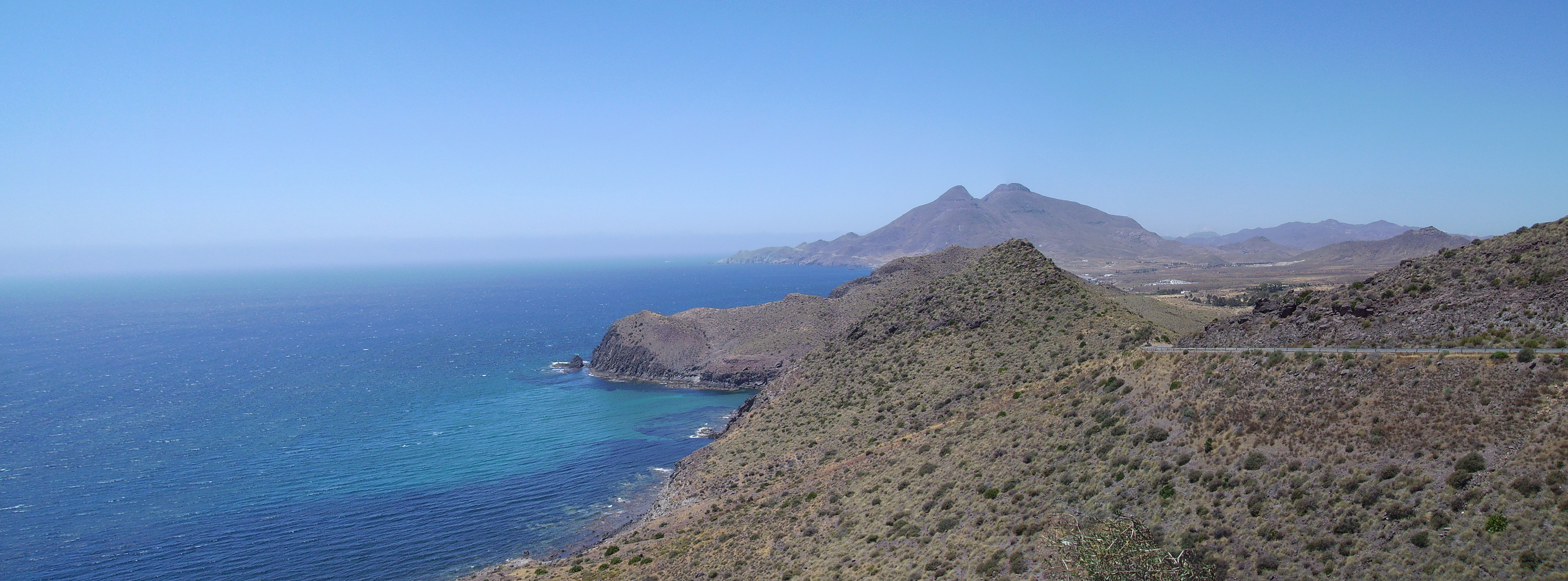
Penya-segat del Mirador de l'Ametista.

## Ancoratge de la Isleta
Platja catalogada com a Zona B4 al PORN (Plan de Ordenación de los Recursos Naturales) del 2008.